# Culture prénuragique
La culture prénuragique est une période de l'histoire de la Sardaigne qui précède, comme son nom l'indique, l'âge nuragique, qui est caractéristique de l'île. Elle est composée de plusieurs civilisations qui vont, au cours des âges, permettre la mise en place de la culture nuragique.

## Civilisations de Filiestru

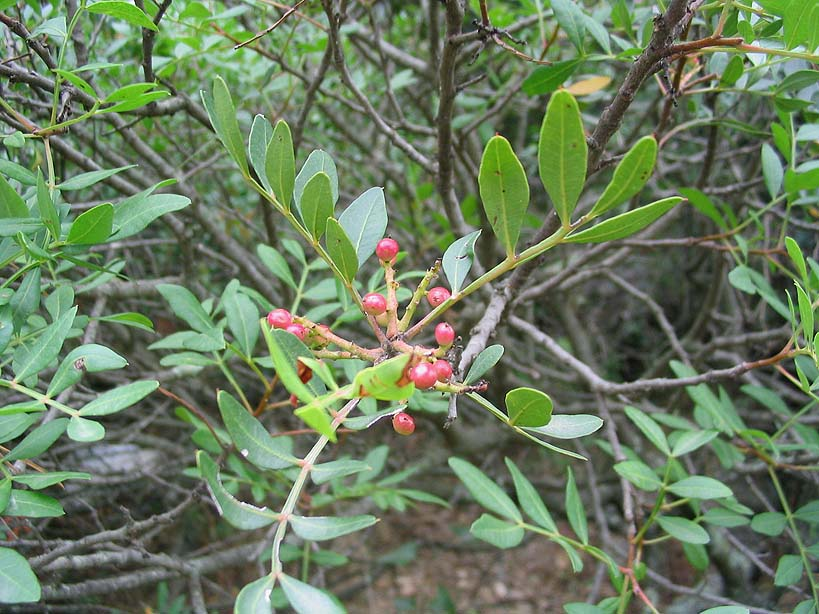
Le pistachier lentisque était utilisé dans la fabrication d’huile.

Durant cette période (-6000 à -4000), l’homme habite dans des grottes (grotte de Santo Stephano dans l’archipel de la Maddalena, ou la grotte verte d’Alghero par exemple), et pratique surtout la cueillette et la chasse, mais également l’agriculture. Au travers des vestiges retrouvés de cette époque, et en particulier les objets en céramique décorés à l’aide d’une coquille de cardium, on a pu déterminer la présence d’échange avec d’autres peuples de la mer Méditerranée occidentale, ce qui a permis, outre les échanges commerciaux, des échanges culturels et religieux. Dès lors, les Hommes de Filiestru se servent de grottes, comme de tombes. Le commerce tourne autour de l’obsidienne de Monte Arci qui est fournie dans les pays du bassin méditerranéen. À cette époque, les hommes consomment déjà les fruits du pistachier lentisque.

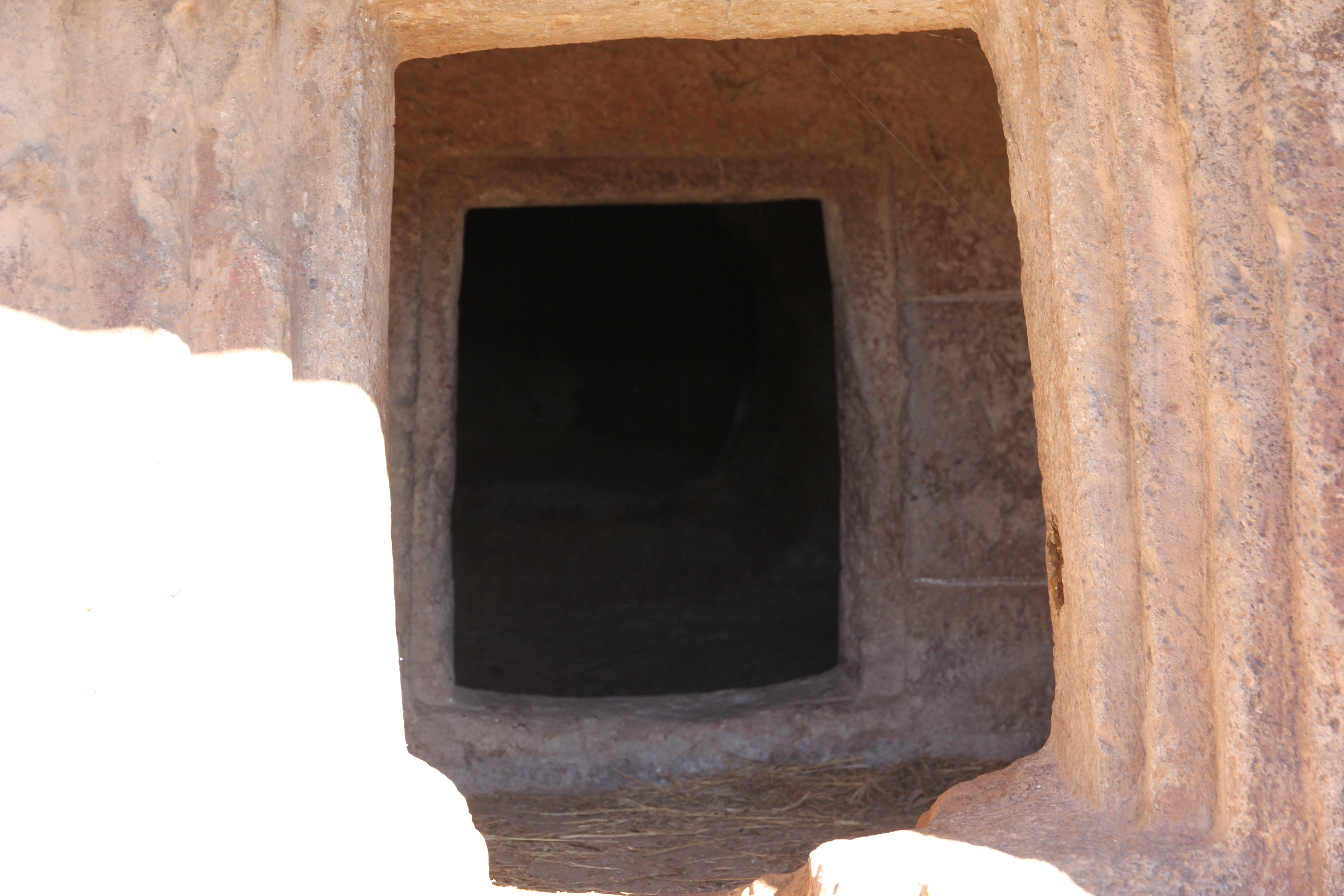
Domus de Janas de Nughedu Santa Vittoria.

## Civilisation de Bonuighinu
Cette culture de Bonu Ighinu (en) (de -4000 à -3400) est caractérisée par l’apparition des Dee Madre (déesse mère), qui sont des divinités féminines représentées par des figurines obèses en pierre, que l’on appelle aussi dea nuda (déesse nue). Les Hommes de cette époque se regroupent en petites tribus qui se côtoient, cultivent le blé et pratiquent l’élevage.
Dans les années 70, lors de la construction d’un canal, les ouvriers ont découvert des vestiges qui se sont révélés être un village datant de -3400. Les cabanes de ce village étaient semi-enterrées ; on a retrouvé également de nombreuses tombes. Ainsi, alors qu’au début de la période, les hommes habitaient encore dans des grottes, ils ont ensuite construit les premiers villages de cabanes. Cette seconde période est appelée la culture de San Ciraico et coïncide avec l'apparence des domus de janas, qui sont des grottes artificielles creusées dans la roche et qui servent de tombe.

## Civilisation d'Arzachena
De façon contemporaine à la période finale de la culture de Bonu Ighinu (en), une seconde civilisation voit le jour. La culture d'Arzachena est caractéristique du fait que les Hommes qui en sont issus commencent à inhumer leurs morts dans des tombes circulaires (cercle mégalithique ou funéraires). Cette civilisation, contrairement à la précédente, reste très restreinte géographiquement (région de Gallura), cependant elle reste longtemps présente, jusqu’à la fin du troisième millénaire (vers -2000).

## Civilisation d'Ozieri

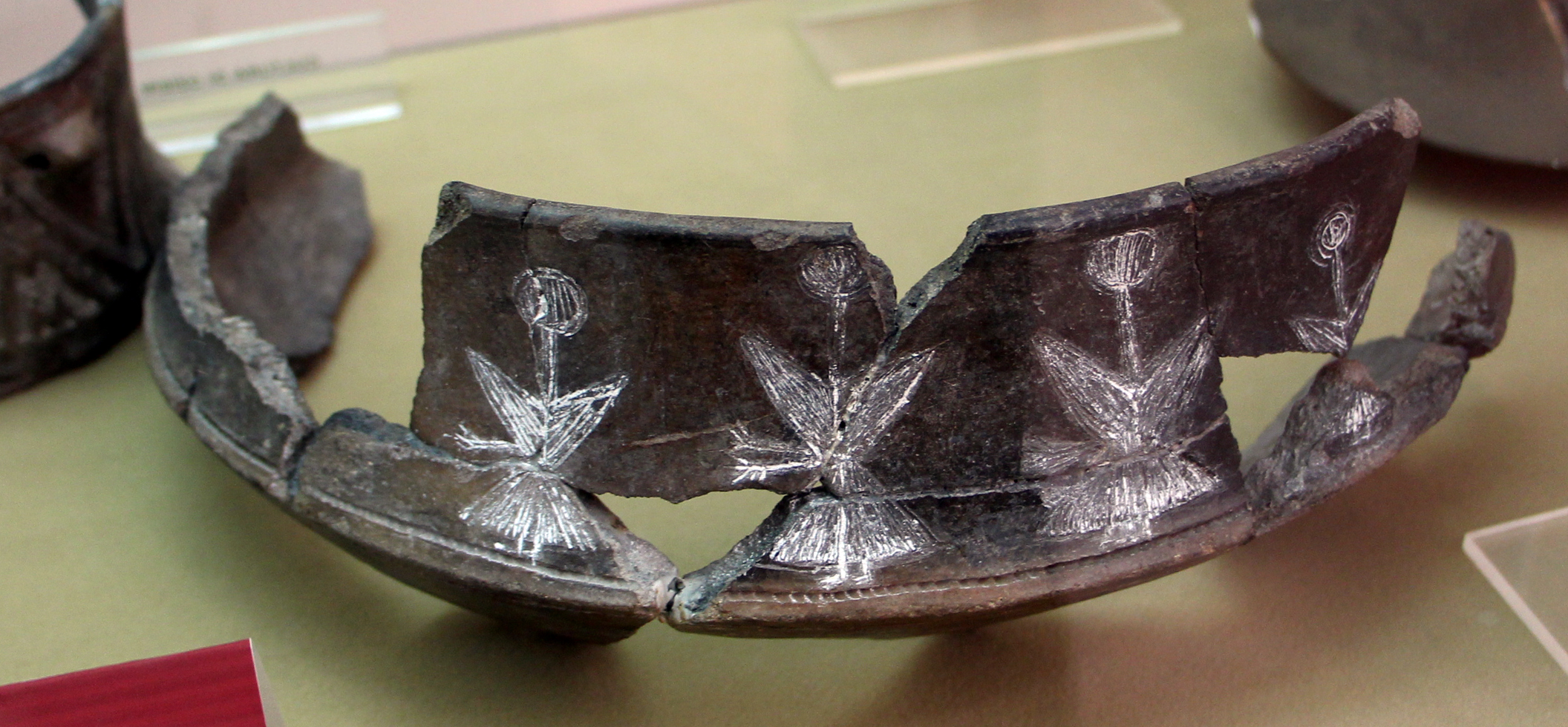
Vase de la culture de Ozieri

Cette époque (de -3200 à -2700) voit émerger la civilisation la plus importante de l’ère prénuragique, à cause de l’évolution technique qu’elle apporte dans de nombreux domaines, et ceci dans pratiquement toute l’île, contrairement aux précédentes civilisations. Ainsi on peut constater la grande qualité des vases, des céramiques, des décorations colorées, mais aussi des outils de chasse. Les habitations circulaires se trouvent au sein de villages et sont construites en pierre et placées en hauteur, mais sont dépourvues de fortifications. Le peuple se nourrit grâce à l’élevage, à l’agriculture, et à la chasse. 
On observe également l’apparition de sépultures collectives de types domus de janas plus complexes, et de dolmens, ce qui révèle un développement important des cultes.

## Civilisations d’Abealzu-Filigosa, de Monte Claro et du Vase Campaniforme
Ces deux civilisations se sont développées lors de la même période (-2700 à -2100), mais dans des lieux différents. La première est localisée au centre occidental de l’île (vers la commune de Macomer), alors que la seconde se trouve dans le sud (vers Cagliari).
La civilisation d’ Abealzu-Filigosa, n’apporte pas, contrairement à la précédente, d’évolution technique majeure. En effet, « des enquêtes archéologiques, encore trop réduites, font émerger qu’une grande partie des modes de constructions, des formes architecturales, des modes d’habitations et d’enterrement de la culture d’ Ozieri se retrouvent dans celle d'Abealzu-Filigosa ». 
Ce qui est marquant chez elle est donc d’un autre ordre. En effet, alors que la période précédente semblait pacifiste, cette nouvelle civilisation est à l’origine de l’apparition de systèmes de défenses, et du développement d’armes.

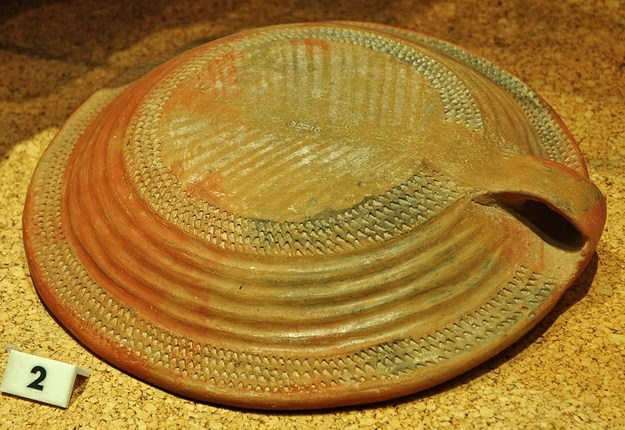
Céramique de la culture de Monte Claro, Musée archéologique national de Cagliari

La civilisation de Monte Claro ressemble à celle d’Abealzu-Filigosa, mais elle commence à utiliser le métal de façon très minoritaire par rapport à la pierre. De plus, les guerriers vont former une véritable classe dominante dans cette société, ce qui témoigne du besoin que ce peuple a de se défendre. Ces derniers reprennent la culture des vases campaniformes (datant de -2500), que l’on trouve dans l’Europe occidentale.

## Obsidienne
En Sardaigne, l'obsidienne était une ressource importante, exploitée depuis les premières phases du Néolithique ancien (6000-5000 avant notre ère). Utilisée pour fabriquer des armes, des outils et d'autres objets lithiques, l'obsidienne est beaucoup plus rare que le silex commun et possède de meilleures caractéristiques (brillance, facile à façonner) ; elle était donc très recherchée dans l'Antiquité et autour de quelques gisements, prospéraient une intense activité d'extraction, de transformation et d'échange même sur de longues distances